# Porto Barreiro
Porto Barreiro este un oraș în Paraná (PR), Brazilia.